# WASP-47
WASP-47 es similar al tamaño y al brillo del Sol a unos 650 años luz de distancia en la constelación de Acuario. Se encuentra dentro del campo 3 de la campaña Kepler K2. Primero se notó tener un exoplaneta de Júpiter caliente orbitando cada 4 días en 2012 por el equipo de Wide Angle Search for Planets (WASP). Si bien se pensaba que era un típico sistema de Júpiter caliente, se encontraron tres planetas más en 2015: un gigante de gas exterior dentro de la zona habitable, un Neptuno caliente y una megatierra. WASP-47 es el único sistema planetario que tiene ambos planetas cerca del Júpiter caliente y otro planeta mucho más alejado.